# Henri Grâce à Dieu
A Henri Grâce à Dieu VIII. Henrik flottájának legnagyobb hajója, 1514-ben épült. A négyárbócos hajó átmenetet képez a karakk és a galleon között. Megjelenik az egyenes végződésű hajótat (fartükör). Magas hátsó felépítménye felfelé erősen összeszűkült. Ezen a részen a hajó legalább öt fedélzetet hordott. Állítólag ezen a hajón készítették először három részből az elő- és főárbócot, úgymint árbóctörzs, derékszár, és sudárszár. Az ágyúnyílásokat nagyobbra méretezték és a két alsó ütegfedélzeten fa nyílászáró táblákkal is ellátták. A hajó a 17 réz-, 60 vaságyújával valamint 100 kisebb lőfegyverével minden más korabeli hajót fölülmúlt. 1533-ban tűz pusztította el.